# Station Żnin
Station Żnin is een spoorwegstation in de Poolse plaats Żnin.